# Kalemie
Kalemie, in origine Albertville (da Alberto I del Belgio) è una città della Repubblica Democratica del Congo capoluogo della Provincia di Tanganyika. È la città principale della costa occidentale del Lago Tanganica. È il punto di partenza di una linea ferroviaria dalla Société Nationale des Chemins de Fer du Congo, che collega da nord-sud Lubumbashi-Kindu a Kabalo.
La città è stata fondata il 3 gennaio 1892 da Jacques de Diksmuide e fu subito assediata e attaccata dalle truppe Rumaliza, durante le campagne Stato Libero del Congo nei confronti del conflitto arabo-swahili.
Kalemie ha un aeroporto (IATA: FMI). La costruzione di una ferrovia che colleghi con Bukavu, è stata proposta per risolvere i problemi di traffico nella regione del Kivu.